# Portoriko na Letních olympijských hrách 2012
Portoriko se účastnilo Letní olympiády 2012. Zastupovalo ho 25 sportovců v 8 sportech.

## Medailisté
| Medaile | Jméno         | Sport    | Soutěž                   |
| ------- | ------------- | -------- | ------------------------ |
| Stříbro | Jaime Espinal | Zápas    | Muži volný styl do 84 kg |
| Bronz   | Javier Culson | Atletika | Muži 400 m překážek      |